# マージョリー・ストーンマン・ダグラス
マージョリー・ストーンマン・ダグラス（英: Marjory Stoneman Douglas、1890年4月7日 - 1998年5月14日）は、アメリカ合衆国ミネソタ州出身のジャーナリスト、著作家、フェミニスト、環境保護主義者である。特にフロリダ州の広大な湿地であるエバーグレーズを、開発のために排水して埋め立てようという動きに対して、頑強にその保護を訴えたことで知られている。若い女性として「マイアミ・ヘラルド」で働くためにマイアミ市に移転し、フリーランス・ライターとなり、100編以上の短編小説を人気ある雑誌に掲載した。その著作の中で最も影響を与えたのは、『エバーグレーズ: 草の川』（1947年出版）であり、エバーグレーズを価値のない沼地の代わりに宝の川だという認識を人々に与えた。その影響力はレイチェル・カーソンの『沈黙の春』（1962年出版）にも譬えられてきた。その著書、短編、ジャーナリストとしての経歴がマイアミでの影響力となり、それを自分の主張のために使った。
ダグラスは若い女性の時であってもずけずけと発言し、女性参政権や公民権など多くの問題について政治的な関心が高かった。79歳の時に、エバーグレーズの保護運動で中心的な役割を果たすために呼び出された。彼女の人生でその後の29年間、南フロリダの自然の保存と修復のために「絶え間ない報告者であり恐れを知らない活動家」だった。彼女の疲れを知らない活動によって、「エバーグレーズの女大男爵」など様々なニックネームを獲得し、逆にフロリダの開発から利益を求めていた農業や事業の関係者からは敵意を持たれた。大統領自由勲章など数多くの賞を与えられ、幾つかの殿堂入りも果たした。
ダグラスは108歳まで生き、その最期に近い時までエバーグレーズの修復のために働いた。その死のときに、ロンドンの新聞「インデペンデント」の死亡記事では、「アメリカの環境保護運動の歴史で、マージョリー・ストーンマン・ダグラスほど注目された人物は居なかった」と記していた。

## 生い立ち

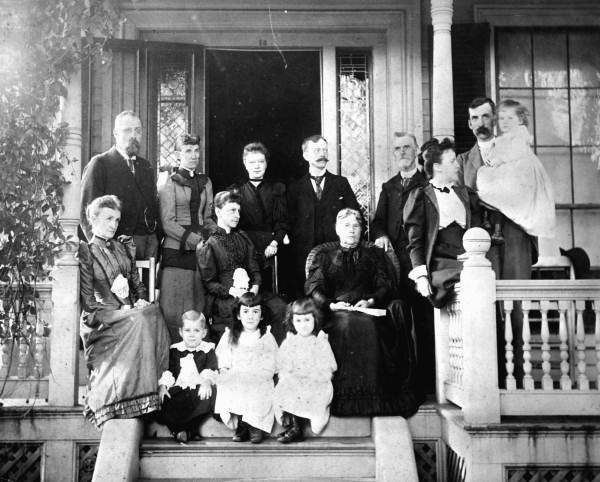
ストーンマン家とトレフェセン家の集合写真、1893年。マージョリーは右端で父に抱かれている

マージョリー・ストーンマン（以下ではマージョリーと記す）は1890年4月7日にミネソタ州ミネアポリスで生まれた。父はフランク・ブライアント・ストーンマン（1857年-1941年）、母はコンサート・バイオリニストのリリアン・トレフェセン（1859年-1912年）であり、その一人っ子だった。マージョリーの思い出で最も幼い時のものは、父が『ハイアワサの歌』（ヘンリー・ワズワース・ロングフェローの叙事詩）を読み聞かせていたことであり、ハイアワサがカヌーを作る木材のために、木がその命を与えることを聞いて、マージョリーがめそめそと泣き出したことだった。マージョリーは幼いときから旺盛な読書家だった。最初に読んだ本は『不思議の国のアリス』であり、その本を大人になるまで持っていて「人の友情という形態はその本から得られたものに違いなく、それに戻すことはできないものである」と言っていた。4歳の時にフロリダを訪れて、その旅で最も生き生きとした記憶は、タンパベイ・ホテルでオレンジの木から実を摘んだことだった。マージョリーとその両親はタンパからクルーズ客船に乗ってハバナに渡った。
マージョリーが16歳の時に両親が別居した。父は一連の起業に失敗し、母はその不安定さに耐えかねて、突然マサチューセッツ州トーントンにあったトレフェセン一族の家に移った。マージョリーはそこで母、叔母、祖父母と共に暮らした。祖父母はマージョリーの父とうまく行っておらず、常に悪く言っていたので、マージョリーにとっては困惑させられるものだった。マージョリーは母が「緊張感が高い」と言っていたが、その母は何度かロードアイランド州プロビデンスにある精神病院に入院した。両親の別居と母の一族との議論の多い暮らしのためにマージョリーは夜驚症を患うようになった。マージョリーはその希薄なしつけしか受けていないために、人生の残り期間に「懐疑的で満足しない人」となった原因だと言っていた。
マージョリーは若い時に、読書の中に癒しを見つけており、その結果書くことを始めた。16歳のときに、当時最も人気があった子供向け出版物の「セントニコラス・マガジン」に『二重の見出しと縮減』と題するパズルを投稿した。この雑誌にはF・スコット・フィッツジェラルド、レイチェル・カーソン、ウィリアム・フォークナーなど20世紀の作家達も最初に掲載された。1907年『早朝のパドル』と題する物語で「ボストン・ヘラルド」から賞を与えられた。この物語はカヌーから日の出を見ている少年の話だった。しかし、母の精神病が悪化して、マージョリーの責任が高まり、一家の財政の幾らかを管理し、その環境に合わせて成熟していくことになった。

### 教育と結婚

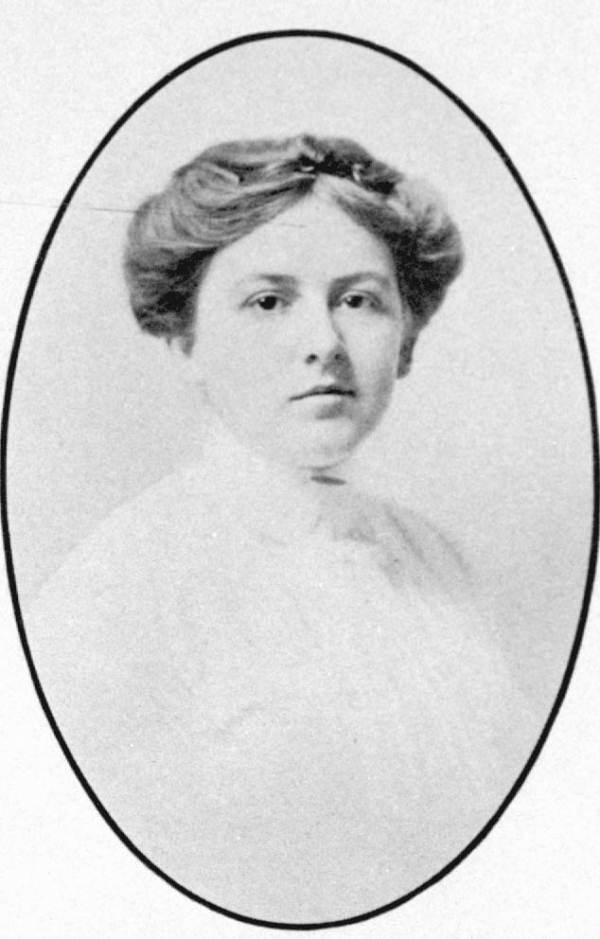
ウェルズリー大学の最終学年のマージョリー・ストーンマン

1908年、マージョリーはカレッジに入学した。母の精神状態は大きな心配事だったが、叔母と祖母がそのことでは同情し、マージョリー自身がその人生を始めるために入学する必要があると認識した。マージョリーは特別勉強をすることも無しに良い学生だった。ウェルズリー大学に入学し、1912年に英語で学士号を取って卒業した。雄弁術の授業で特に才能を見い出し、級友6人と最初の参政権クラブに参加した。ウェルズリー大学では「クラスの演説者」に選出されたが、既に他の活動に関わっていたのでその役割をこなすことができなかった。最上級生で家に帰っているとき、母がその胸にしこりがあることを見せた。マージョリーが手術を手配してそれを除去させた。マージョリーの卒業式の後で、叔母からそれが転移していたことを知らされ、それから数か月の内に母は死んだ。一家は葬儀の手配もマージョリーに任せることになった。
マージョリーは大学の友達と共に行くつかの仕事を転々とし、それらが一向に自分には合っていないと感じた後で、1914年にケネス・ダグラスと出逢った。彼の作法に大変印象を受け、彼が示した注意力に驚かされたので、それから3か月の間に二人は結婚した。ダグラスは自身を新聞編集者と言っており、彼女より30歳年長だったが、彼が詐欺師だと分かるようになると直ぐに、その結婚は破滅した。他の事ではすべて彼女が正直だったが、彼の二枚舌の程度について完全に正体を見破れなかった。マージョリーは、ダグラスが他の女性と既に結婚しているときに、図らずも結婚した可能性がある。不渡りの小切手を切った容疑でダグラスが6か月間刑務所で過ごしたときも、マージョリーは彼に誠実なまま通した。しかし、ダグラスが父のいない彼女から金の信用詐欺を働こうとしたことで、父の注意を惹き、彼女に有利に働いた。マージョリーの叔父がマイアミに移転するよう説得し、その結婚を終わらせるようにした。1915年秋、マージョリー・ストーンマン・ダグラスはニューイングランドを離れて父と再会した。マージョリーが16歳の時に両親が別居して以来の再会だった。

## 著作家としての経歴

### 「マイアミ・ヘラルド」
マージョリーは南フロリダに到着した。このときマイアミは国勢調査で人口5,000人足らずであり、「鉄道の終点という以外のなにものでもない」状態だった。父のフランク・ストーンマンは後に「マイアミ・ヘラルド」と呼ばれることになる新聞の初代出版者だった。父はフロリダ州知事ナポレオン・ボナパルト・ブロワードその人と、ブロワードがエバーグレーズから排水しようとしていることに懸命に反対していた。ブロワードを大いに怒らせることになったので、ストーンマンが連邦裁判所巡回判事に当選したときに、ブロワード知事がその選挙結果の証明を拒んだ。父はその後一度も判事の任務を遂行することもなかったのに、その残りの生涯では「判事」と呼ばれていた。
マージョリーは1915年に新聞社のスタッフとして加わり、当初はティーパーティや社会の出来事に関して社会コラムを書いていたが、ニュースがあまりに遅いものであり、後にその話の幾つかを創り上げているのを認め、「誰かが『貴方のコラムに登場するそのT・Y・ウォシュラグ夫人とは誰なの?』と言うだろうし、私は『おわかりかしら、彼女はここにそんなに長く居るとは思わないわ』と言うでしょう」と書いていた。マージョリーがマイアミに移って来てから1年も経たないうちに、父が休暇を取った時、父は彼女に論説のページを任せた。この時のライバル紙は「マイアミ・メトロポリス」であり、マイアミの歴史に大いに詳しい人が編集者だった。それが彼女にとって書くことが楽しくなる原因になった。マージョリーの父は彼女を叱って、事実をもっと良くチェックするように言った。
1916年、マージョリーはマイアミからアメリカ海軍予備役隊に初めて参加する女性について、物語を書くよう割り当てられた。その女性が会見に現れなかったとき、マージョリーは自身で海軍にヨーマン（F)第一等として参加することにした。それは彼女に合わなかった。早起きが嫌いであり、上官は彼女がタイピストとしてその文法を正すのを好まなかったので、退役を要請して、アメリカ赤十字社に加わり、パリ駐在となった。休戦が調印されたときのル・ド・リボリにおける騒がしい儀式に立ち会い、戦争難民の世話をした。彼らが退去させられるのを見てショックを受け、「マイアミで60年後に、難民の苦しさを理解させてほしい」と記した。
第一次世界大戦後、マージョリーは「マイアミ・ヘラルド」の編集者補に就いた。「ザ・ガレー」（ゲラ刷り）と題した毎日のコラムで幾らかの名声を得て、新聞を通じた影響力を持つようになったので、地元ではある程度の著名人になった。熱心な読者を集め、毎日のコラムを詩で始める試みを行った。「ザ・ガレー」は時宜を得ており、彼女が好む方向に進んだ。マイアミ市が10年間で10万人単位で人を集める人口ブームとなったとき、責任能力のある都市計画を提唱した。女性参政権、公民権、衛生状態の改善を支持する記事を書き、一方で禁酒法や外国貿易関税に反対する記事を書いた。
マージョリーが書いた物語の幾つかは地域の富について「避けがたい開発」であると語り、南フロリダの開発を称賛する広告コピーを書くことで、週100ドルの収入を増やしたが、それは彼女の人生後半で後悔させられることになった。1920年代には『ノースダコタ州のマーティン・テイバートが今フロリダを歩いている』と題する、労働キャンプで殴られて死亡する22歳の浮浪者の死を嘆くバラッドを書いた。これは「マイアミ・ヘラルド」に掲載され、フロリダ州議会の会期中に読み上げられ、それが囚人貸出制度を禁じる法になった。その法の成立にはマージョリーの書いたものが大きく寄与したとされる。マージョリーはその自叙伝の中で「私が書いたことの結果として成し遂げることのできた、単一の最も重要な事項と考える」と記していた。

### フリーランス・ライター
マージョリーは1923年に新聞社を辞めた後、フリーランス・ライターとして働いた。1920年から1990年まで、109編の小説と短編を出版した。その初期の短編の1つはパルプ・マガジンの「ブラック・マスク」に600ドルで売れた（2016年では10,730米ドルに相当）。その短編の40編は「サタディ・イブニング・ポスト」に掲載された。その中で『家庭的な女性の話』は1937年に同誌のベスト短編集に再掲された。彼女の小説に繰り返されるモティーフは第一次世界大戦中の南フロリダ、カリブ海、あるいはヨーロッパを舞台とするものだった。その主人公は自立した奇抜な女性、あるいは若い弱者であり、社会や自然の不公平に遭遇することが多かった。エバーグレーズの人や動物がその初期の著作の幾つかで主題とされていた。当初「サタディ・イブニング・ポスト」に1930年に掲載された『羽飾り』は、密猟者に殺害された全米オーデュボン協会森林警備員のガイ・ブラッドリーの話に基づいていた。やはり「サタディ・イブニング・ポスト」に1931年に掲載された『ウィングス』はノンフィクションであり、羽を集めるためにエバーグレーズの水鳥を殺害することを問題にしていた。『王様の特別な宝』は1928年のオー・ヘンリー賞最終選考で、第2位になった。
1930年代、マージョリーは「南フロリダで熱帯植物園を設立するための議論」とよぶ植物園を支持する小冊子を作るよう注文を受けた。その小冊子の成功でガーデンクラブの要求に合うようになり、地域全体で演説を行い、フェアチャイルド庭園を支持する理事会の委員を務めた。彼女はその庭園を「地域全体のために最大級の成果」と呼んだ。
マージョリーはマイアミ劇場に関わり、1930年代にもてはやされた1幕物戯曲を幾つか書いた。『絞首台の門』と題された劇は、絞首刑を宣告された息子の性格を問題にした母と父の議論についてである。この戯曲のアイディアを父から得ており、父は西部に住んでいたときに絞首刑を目撃して、処刑された体の重みに耐えるロープの軋り音に狼狽した経験があった。この劇は州のコンペで優勝し、3幕物に書き直された後で、全国大会に出されて賞金500ドルを得た。新聞記者のヘレン・ミューアの夫、ウィリアム・W・ミューアと共に、『嵐の警告』と題する戯曲を書いた。これはギャングのアル・カポネの生涯を漫然と追ったものだった。カポネの子分の幾人かが劇場に現れ、「その夜の観衆に特別な興奮を与えた」が実際の問題は起きなかった。作家・連邦プロジェクトによるアメリカのガイド・シリーズの一環として、1941年に出版された公共事業促進局のマイアミと周辺へのガイドには序文を書いた。
マージョリーは1942年から1949年に「マイアミ・ヘラルド」の書評編集者、1960年から1963年にマイアミ大学プレスの編集者を務めた。1952年、『太陽への道』と題した最初の小説を出版した。小説4冊とフロリダのバードウォッチングやデイビッド・フェアチャイルドなど地域の話題に関するノンフィクションも幾つか書いた。フェアチャイルド昆虫学者が生物学者に転じた者であり、マイアミの植物園の構想を描いた。『マージョリー・ストーンマン・ダグラス: 川の声』と題する自叙伝は1987年にジョン・ロスチャイルドとの共同執筆だった。長年、鳥類学者ウィリアム・ハドソンに関する著書を書いており、アルゼンチンからイングランドまで数回旅した。この作品はマージョリーが1998年に死去して、未完に終わった。

### 『エバーグレーズ: 草の川』

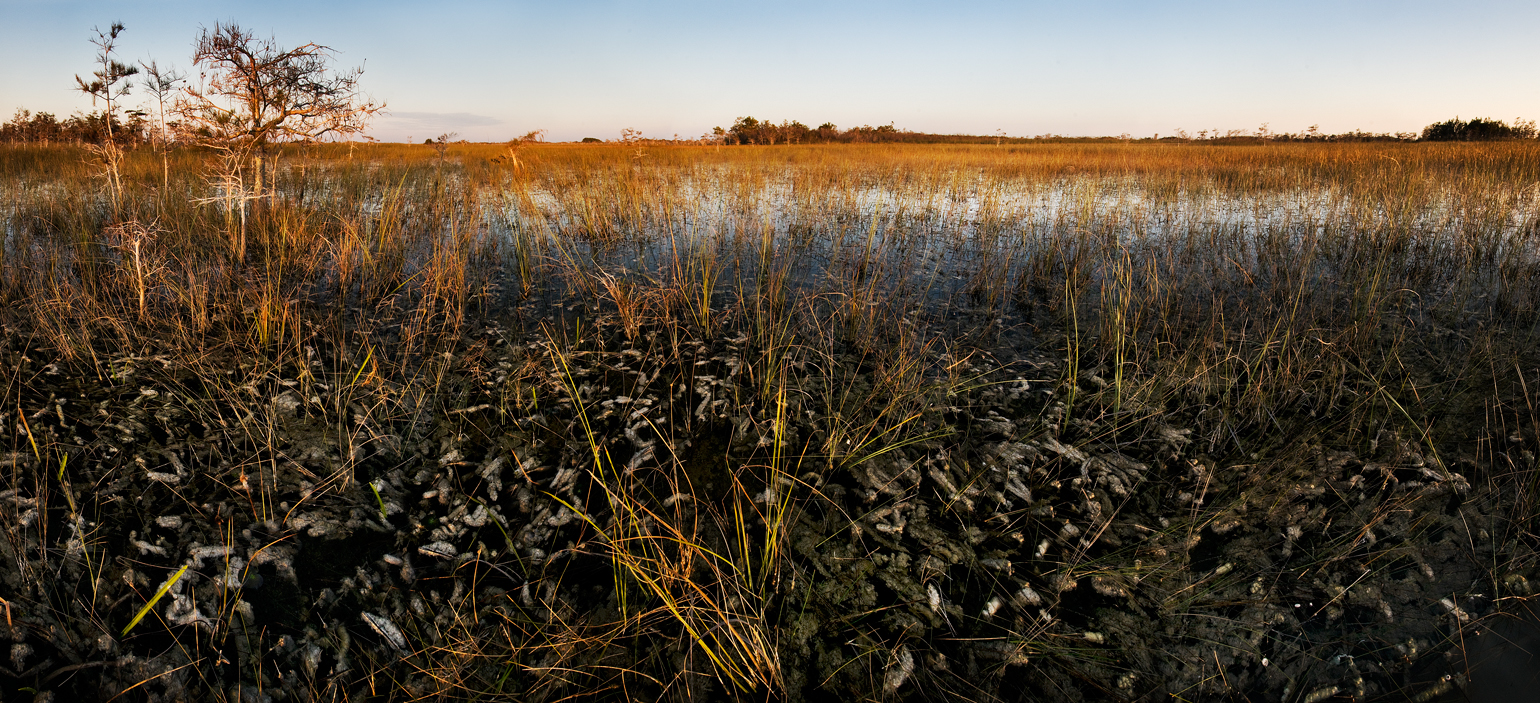
エバーグレーズの草原

1940年代初期、マージョリーはある出版者から、マイアミ川について書くことで、アメリカの川シリーズに寄稿するよう要請を受けた。マージョリーはマイアミ川を「長さ1インチ」と呼んであまり興味を示さなかったが、その調査を行っているとエバーグレーズに対する興味が増し、その出版者に代案としてエバーグレーズについて書くことを認めてもらえるよう説得した。エバーグレーズと南フロリダの生態系と歴史については科学的な知識がほとんど記録されていなかったので、その調査に5年間を費やした。南フロリダの清水源が全てビスケイン帯水層であり、それがエバーグレーズによって満たされていることを発見した地質学者のジェラルド・G・パーカーと時を過ごした。パーカーは、マージョリーがエバーグレーズの基本を掴もうとしているときに、オキーチョビー湖から流れ出る清水を草の川と呼んでも問題ないかを尋ねたときに、その本の題名がそれ以降エバーグレーズのニックネームになると請け合った。
『エバーグレーズ: 草の川』は1947年に出版され、発売後1か月で初版が売り切れた。この本の第1行は、「世界には他のエバーグレーズは無い」とされ、「エバーグレーズについて書かれた最も有名な文章」と呼ばれてきた。この声明はエバーグレーズ国立公園ウェブサイトを訪れる人が最初に目にするものである。マージョリーはエバーグレーズを保護する価値のある川を囲む生態系であり、必然的に南フロリダの住民と文化に結びつけられると捉えていた。「11時」とした最終章では差し迫っているその消失を次のように説明した。
牛飼いの野焼きの火が制御できずに荒れ狂っている。サトウキビ畑の野火はパチパチ、シューシューと音を立ててソーグラスの中に広がり、重くクリーム色の紫の影をもつ煙の波と柱と波打つ山になる。グレイズの上を飛ぶ訓練機が爆弾すなわちタバコの吸い殻を落とし、乾燥している藪の中心で火が爆発し、あらゆる風の前に競走して暗黒のみを残す。...それで火と戦うことになる運河に水は無く...岩が溜める水は無くなり、あるいはその奇妙な穴や割れ目に縮み落ちてしまっている。
『エバーグレーズ: 草の川』は人々にエバーグレーズを守るよう促し、レイチェル・カーソンが1962年に出版した『沈黙の春』で訴えたDDTの有害さに曝されたことに擬えられた。どちらの著作も「市民や政治家に気付きを与えて行動に移させた動機づけとなるもの」だった。それはフロリダが多くの観光客を受け入れている大きな理由であるとされているように、その影響力は現在でも通用している。「フロリダ・エバーグレーズの苦境について最も確実な言及であり続けている」 この著作は版を重ね、発売以来50万部を売った。オンライン新聞のクリスチャン・サイエンス・モニターは1997年に、「今日、彼女の本は環境関連図書の古典であるだけでなく、環境保護主義者が世界のいかなる場所でも行われた中で最も広範な環境修復プロジェクトとして喝采しているものにとって青写真のように読める」と記していた。エバーグレーズの修復を働きかけたある作家に拠れば、この本の影響について負の面は、彼女の使った隠喩が大きな力を持ったので、エバーグレーズの中の生態系の複雑な編み目を叙述するに正確でないことである。『草の川』という隠喩がその例である。デイビッド・マッカリーは、マージョリーの叙述した「環境体系の複雑さを喜んでいる」にも拘わらず、この本を読んでいない人々が共有するエバーグレーズの一般的概念が彼女の詳細な説明に影を投げかけている。

## 社会的活動
マージョリーの若い時の興味は女性参政権であり、「マイアミ・ヘラルド」での初期の仕事では論争を敬遠する傾向にあったが、社会コラムニストとしての3日目に、参政権の問題を選び、その指導的地位にある女性について書くことに注力し始めた。1917年、ウィリアム・ジェニングス・ブライアンの妻、メアリー・ベアード・ブライアンや他に2人の女性と共にタラハシーに出向いて、女性が投票する権利に対する支持を表明した。このときそのグループがフロリダ州議会から受けた扱いにいい印象を受けなかった。後にその時の経験について「私たち4人は全て、私たちの最良の帽子を被って合同委員会で話をした。彼らに話すことは、偶像に話しかけているようなものだった。彼らは私たちに全く注意を向けなかった」と記していた。マージョリーは1920年にヨーロッパから戻った後で初めて投票することができた。
マージョリーは「マイアミ・ヘラルド」での影響力を使い、貧困に関するコラムを書いた。例えば次のようなものだった。
貴方達は外見で見る限り世界で最も美しい都市を得られる。通りは清潔で輝いている、アベニューは広く街路樹がある、公的な建物は威厳があり、適切にうまく維持されている...しかし貴方達が弱くあるいは不適切な健康部門を持つならば、あるいは世論がこの件について弛んで居れば、貴方達の都市の素晴らしさに価値がなくなる。
1948年、マージョリーはココナットグローブ・スラム解除委員会の委員を務めた。他に友人のエリザベス・ビリックも委員を務めた。ビリックは、上水道や下水道がココナットグローブの人種差別された部分に繋がっていることを知って怖がっていた。この委員会は、マイアミの全ての家庭が便所と浴室を持つことを求める法の成立に貢献した。それから2年の内に住民投票でもそれが成立し、委員会はココナットグローブの黒人住民が水道工事のために払う金を無利子で借りられるよう、貸付制度を設定するために動いた。マージョリーは、貸し付けられた金の全てが返済されたと述べていた。

### エバーグレーズの仕事
マージョリーは、1920年代にエバーグレーズに関わるようになった。それは、エバーグレーズ熱帯国立公園委員会の理事会に加わったときであり、アーネスト・F・コーが指導し、エバーグレーズに国立公園を作るというアイディアに注力していた。1960年代までに、エバーグレーズは、進歩と不動産および農業の開発という名の元にある大きな管理の誤りのために、今にも消失する危険性がある状態にあった。1969年、この時マージョリーは79歳だったが、環境団体の指導者達が関わることに勇気づけられ、エバーグレーズのビッグサイプレス地域に新しい空港を建設することに抗議するための、「エバーグレーズの友」を設立した。「環境に関心を持つのは女性の仕事です。家事を行う延長にあることです」と言って、その関与を正当付けた。
マージョリーは空港プロジェクトについて「数百の鳴り響く糾弾」を与えるために州内を旅し、3年の内に「エバーグレーズの友」の会員を3,000人に増やした。その自宅から大衆の情報操作をフルタイムで行い、空港の開発者や後援者からの敵意に遭った。彼らはマージョリーのことを「忌々しい蝶々を追う者」と呼んだ。しかし、リチャード・ニクソン大統領は、エバーグレーズの多くの監視団体の動きがあったために、空港プロジェクトの予算を取り消した。
マージョリーは社会運動を継続し、「保存は今や死語である...貴方達が得られなかったものを保存はできない」と宣言した後で、エバーグレーズの修復に関する活動に注力した。その批評は、エバーグレーズに最も損傷を与えていると彼女が考えた2つの団体に向けられた。ビッグ・シュガーと呼ばれるサトウキビ生産者の連合は、化学物質、人の排泄物、生ごみで汚れた水をくみ上げてオキーチョビー湖に戻して汚染させていると糾弾した。オキーチョビー湖は南フロリダ、マイアミ都市圏の飲料水源として機能していた。フロリダのサトウキビ農業を西インド諸島でのサトウキビ栽培と比較し、西インド諸島の場合は環境的に健全であり、土壌の栄養分にとって害の少ない長期の収穫サイクルで動かし、砂糖成分が多いので消費者には安価に提供できると主張した。
ビッグ・シュガーとは別に、アメリカ陸軍工兵司令部がエバーグレーズの自然の水流を逸らせることで危害を与えていることについても発言した。工兵司令部は1947年以降、エバーグレーズの水流を変えるために、1,400マイル (2,300 km) 以上の運河を建設していた。工兵司令部の元メンバーが運営していた中部および南フロリダ・プロジェクトがエバーグレーズを支援するよう提案されたとき、マージョリーは当初、縮小するエバーグレーズに必要とされる水を配ると約束していたので、それに承認を与えた。しかし、その実行の段階で、プロジェクトはエバーグレーズから水を抜き、サトウキビ農夫の灌漑需要に合わせて水を配るよう変更し、エバーグレーズ国立公園への給水をきっぱりと断ったので、土地の多くが認識できないまでになった。マージョリーは「何という嘘つきになろうとしていたことか!」と言って、運河掘りや水の配分の背後にある動機について、「彼らのママは明らかに泥のパイで遊ばせてくれなかったので、今やセメントで遊ぶことでそれを我々に押しつけている」と表現した。
マージョリーの講演会で、出席していたアメリカ陸軍工兵司令部の大佐が床にペンを落とした時に、工兵司令部の有害なやり方について話をしていた。大佐がペンを拾うのを止めた時に、マージョリーは話すのを止めて「大佐! 貴方はテーブルの下に這っていくことはできるが、私から逃れることはできない!」と言った。
1973年、エバーグレーズシティで開催されたエバーグレーズの保存に関する集会に出席しており、それを博物学者のジョン・ロスチャイルドが次のように観察していた。
ダグラス夫人は仲間の演説者の半分の大きさしかなく、大きな暗色の眼鏡を掛け、大きな柔らかい帽子と共に、彼女をイーゴリ・ストラヴィンスキーが演じたスカーレット・オハラのように見せていた。彼女が話すとき、誰もが蚊を叩くのを止めて、多かれ少なかれ静粛になった。彼女は我々全てに自然に対する我々の責任を思い出させ、私はそれ以外のことを覚えていない。彼女の声は1部屋の女性教師を宥める効果があった。その声調自体は地元の騒々しいイシガニ漁師を手なずけるようであり、さらに開発業者や両側の弁護士までにも響いた。私はそのときに蚊を恐れていなければと思った。 ...工兵司令部に対する要請は最終的に取り下げられた。彼女が話すのを聞いた我々にとって、それは驚くほどのことではなかった。
マージョリーは、聴衆によっては受け入れられないことがあった。東エバーグレーズというデイド郡郊外の排水に反対していた。デイド郡がエバーグレーズで建設許可を与えた後、その土地がそれまでと同じく洪水になった。家屋所有者が工兵司令部に地区の排水を要求したとき、マージョリーが唯一の反対者だった。1983年に行われた公聴会で、住民からブーイングや野次を受け、叫び声を上げられた。マージョリーは「それ以上大きくブーイングができないの?」と窘め、遂には彼らを笑わせた。「見なさい。私は年寄りのレディよ。私は8時からここにいるわ。今は11時。私は徹夜して、熱くなるのになれているわ。」と語った。後に「彼らは全て善良な精神の者達である。彼らはそこで出て行くべきではなかった」と記していた。デイド郡郡政委員会は最終的に排水を行わないことに決めた。
フロリダ州知事ロートン・チャイルズは彼女の影響力について、「マージョリーは我々の多くを起こして我々の生活の質をあげるために何をすべきか気づかせる最初の声である。彼女は環境運動のパイオニアではなく、預言者であり、我々の子供や孫のために環境を救えと呼びかけている」と言っていた。

### その他の運動
マージョリーは1950年代に南部で組織されたアメリカ自由人権協会の最初の支部会員としても務めた。男女同権のための憲法修正を支持し、タラハシーの州議会でそれを批准するよう演説を行った。1980年代、ベルグレード周辺に集中し、主にサトウキビ農場で雇用された移民農業労働者を保護するために働いた集団であるフロリダ地方法制サービスを支持した。1985年には州知事のボブ・グラハムに宛てて手紙を書き、移民労働者が耐えている状態を評価するよう促した。同年、デイド郡教育委員会にアプローチし、ホットドッグのスタンドの中に入っていたビスケイン自然会館は独自の建物を建てるよう主張した。この会館は1991年まで移動式建物であったが、この年にフロリダ州教育省がクランドン公園の中にマージョリー・ストーンマン・ダグラス・ビスケイン自然会館を建設する180万ドルの予算を手当てした。マージョリーは長年の友人ヘレン・ミューアと共にマイアミ・デイド公共図書館の友愛会を共同設立し、その初代会長を務めた。

## 私生活

### 宗教観
マージョリーは米国聖公会の家庭に生まれたが、自分自身はその生涯を通じて不可知論者だと言っており、その記憶のためにいかなる宗教的儀礼も禁じた。母が死んだときに、その報われなかった祈りにその不可知論を結び付けた。しかし、女性参政権を支持したことの動機は、彼女の称賛するクエーカーだった父方の祖父母が奴隷制度廃止運動に関わったことに帰しており、地下鉄道 (秘密結社)の組織者だったリーヴァイ・コッフィンが3代前の伯父だったことを誇っていた。コッフィンの妻がハリエット・ビーチャー・ストウの友人であり、ストウに『アンクル・トムの小屋』に出て来るエリザの話を提供した。マージョリーの3代前の叔母がエリザとその幼児が逃亡した後に面倒を見たので、エリザは奴隷の身から逃れることができた。父のフランクはクエーカーのコロニーで育っており、マージョリーは、父が聖公会に宗旨替えした後であっても、父の生涯を通じてその育った環境に触れ続けていると言っていた。著作家のジャック・デイビスや隣人のヘレン・ミューアは、このクエーカーの影響があって、「エバーグレーズの友」や「マイアミ・デイド公共図書館の友」というふうに組織の名前に「友」を入れたことの背景にあることを示唆している。

### 精神衛生
マージョリーが子供の時に、両親の別居後に母と大変密接に暮らしていた。母が感情的に不安定になり、精神病院に入院することになったのを目撃しており、母が彼女の元に戻ってきてから長い時間が経った後であっても、奇抜で子供のような行動をすることがあった。母の死後、マイアミに移転し、1920年代に「マイアミ・ヘラルド」の編集者補として心ならずも働いたときに、その後3度発症することになった神経衰弱の最初のものを経験した。
結婚期間を始める前に「空白期間」があったことを示唆していたが、それは短期間だった。この空白期間を母の狂気に結び付けていた。最終的に新聞社を辞めたが、1941年に父が死んだ後、3度目で最後の神経衰弱を患った。このとき彼女の隣人が、マージョリーが一晩泣き叫びながら近所をうろついていたのを目撃した。「ファーザー・コンプレックス」だったことを認めており「父が居ないままに育てられ、父が戻って来て大変同情してくれるのを見い出して、強力な影響があった」と言って説明していた。

### 個人的な習慣
マージョリーがエバーグレーズの保存のために活動したことに拘わらず、実際にエバーグレーズで時間を過ごしたのは間欠的であり、時にはピクニックのためにそこを車で通ったことを認めていた。「エバーグレーズの友であることは必ずしもそこを歩き回って時間を過ごすことにはならない。...そこは虫が多く、あまりに湿気ており、概して快適ではない。」と書いていた。その代わりに、その環境の健全さは、一般的に人間性の健康で安心なことを示していると理解していた。
マージョリーの身長は5フィート2インチ (157 cm)、体重は100ポンド (45 kg) と、その控えめな外観にも拘わらず、常に清潔に真珠を飾り、柔らかい麦藁帽と手袋を着けて、人に言いたいことを分からせる鋭い能力があった。完璧に話し、正確な文章を作ることで知られ、その主題に深く関わることと知識で尊敬された。その批評家であっても、エバーグレーズに関する彼女の権威を認めていた。「セントピーターズバーグ・タイムズ」の記者であるジェフ・クリンケンバーグは、マージョリーにインタビューして幾つか記事を書いていたが、彼女について、「飛び出しナイフのような舌を持っており、官僚や政治家を当惑させる道徳的権威者であり、物事を起こさせる」と書いていた。マージョリーは、彼女の本を読んでおらず画一化された質問をするような記者を傲慢にはねつけたと言われた。
マージョリーはスコッチ・ウイスキーとシェリー酒を嗜んだ。友人で隣人のヘレン・ミューアは、「彼女が来てシェリー酒を持っており、それから私が彼女の家に歩いて行って、彼女が私を送り返す。それから私たちはシェリー酒をお代わりする。彼女は何と楽しい人だろう」と回想していた。小説家ハーヴェイ・アレンはマージョリーとヘレンのことを「ステュワート・アベニューのギャング」と呼んでいた。この二人は共にシェリー酒を飲み噂話をすることを好んだが、その後には図書室の将来や南フロリダの女性の役割などまじめな話が続いた。二人は親友であり、お互いに仕事を助け合うことも多かった。マージョリーは車の運転を習わず、所有することもなかった。その家には空調も無く、電気ストーブも食器洗浄機も無かった。
マージョリーは離婚後に幾人かの男性と付き合い、その1人が兵士として既にフランスに行っていたので、それを赤十字社に入った理由にしていた。しかし、彼女は婚外交渉を信ぜず、放蕩でその父を辱めることも無かったと言っていた。1992年、クリンケンバーグに向かって率直に離婚以来セックスをしていないと言い、「私は野生の女ではなかった」と告げた。しかし、彼女は仕事の代わりにその感情とエネルギーを使ったと言うことを好んだ。「人々は、セックスに向かうエネルギー、それを取り囲む感情の全てが、別の方向に使えることを理解しているようには見えない」とその自叙伝に書いていた。

## 受賞、死と遺産

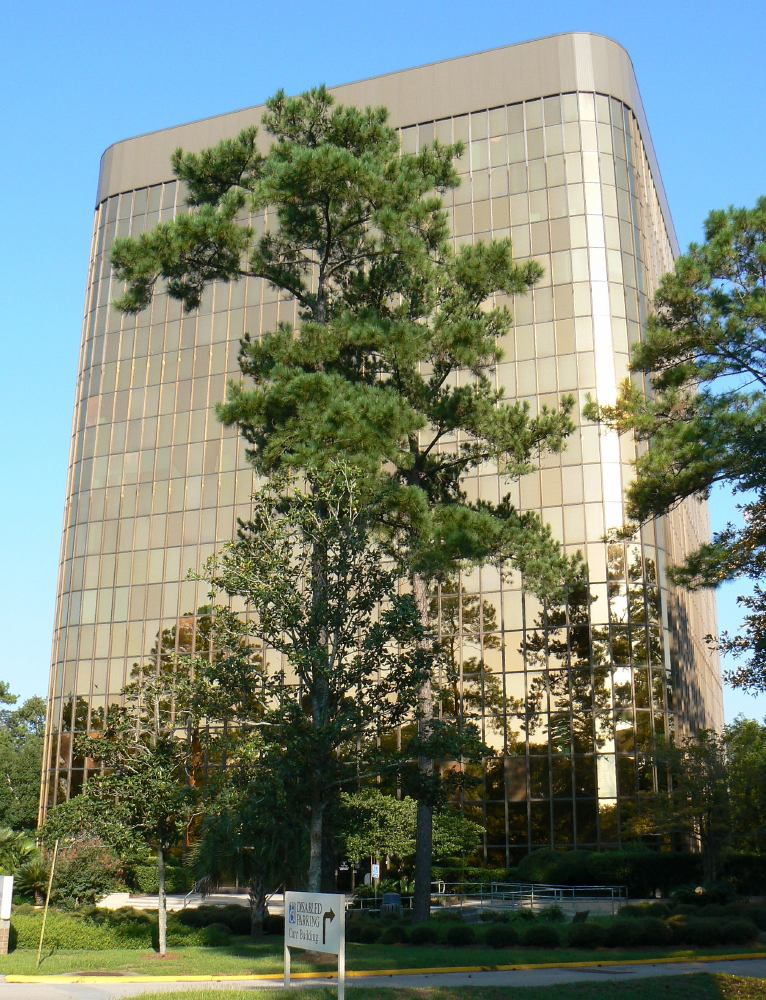
マージョリー・ストーンマン・ダグラス・ビル、フロリダ州タラハシー市。フロリダ州環境保護省の本部が使っている

### 栄誉
マージョリーは「マイアミ・ヘラルド」のために執筆していた若い時期から、栄誉を得ることが始まっていた。しかし、1980年代、賞を得るのがより権威主義的となり、彼女の反応は複雑なものになった。1980年、フロリダ州自然資源省（現在のフロリダ州環境保護省）が、タラハシーにあるその本部に彼女の名前を付けたが、彼女自身はうさんくさい栄誉だと思っていた。ある友人には、自分の名前がビルに付けられるよりも、エバーグレーズが修復されたのを見る方がいいと告げていた。その受賞挨拶のときには、当時のロナルド・レーガン大統領とアメリカ合衆国内務長官ジェイムズ・ワットの環境保護に対するパッとしないアプローチにたいして、激しく非難した。1986年、国立公園保護協会がマージョリー・ストーンマン・ダグラス賞を制定し、「国立公園システムの保護のために長きにわたって提唱し戦うことの多かった個人を顕彰する」ものとした。マージョリーは視力が衰え、耳が聞こえなくなっても、100歳を超えて活動を続け、1991年にはイギリス女王エリザベス2世の訪問を受ける栄誉に浴した。マージョリーは女王に『エバーグレーズ: 草の川』を署名して贈った。マージョリーはその誕生日に、贈り物やお祝いの会よりも木を植えてくれることを求め、州全体で10万本以上が植樹され、その1本、ヌマスギの木は州知事官邸の芝生に植えられた。南フロリダ水質管理地区は、マージョリーが102歳になったときに、エバーグレーズに根付いていた外来種の植物の除去を始めた。
1993年、ビル・クリントン大統領が文民に与えられる最高の栄誉である大統領自由勲章を贈った。そのメダルに書かれているのは「マージョリー・ストーンマン・ダグラスは情熱的な行動を体現している。エバーグレーズを保存し修復するためのその献身は、我々の貴重な環境に向けた我が国の敬意を高め、我々の全てに自然の微妙なバランスを思い出させる。アメリカの美を保護する彼女の素晴らしい例と、次の世代のための素晴らしさに従い、恩を感じるアメリカは『グレーズの祖母』を顕彰する。」ということだった。マージョリーはそのメダルをウェルズリー大学に寄贈した。彼女が送られた他のものの多くは、その家の床に保管されている。
1999年、マージョリーは全米野生生物連盟の殿堂入りした。2000年には全米女性の殿堂入りした。ジョン・ロスチャイルドは彼女のことを、フェミニストという言葉ができる前にフェミニストと宣言していたが、全くではなかった。女性の殿堂入りするという話を聞いたときに、マージョリーは「何故女性の殿堂があるの? いつか私をそこに入れたいと思うと聞いたわ。何故市民の殿堂ではないの?」と尋ねた。テレビアニメ『ザ・シンプソンズ』の初期のエピソードで、登場人物のリサ・シンプソンがジョージア・オキーフやスーザン・B・アンソニーに加えてマージョリーの張り子の胸像を作ったときに、彼女は時代を開拓した女性の並びに含められた。
マージョリーが書いた物語の幾つかは、フロリダ大学教授のケビン・マッカーシーが2冊の作品集に集めた。すなわち1990年出版の『フロリダの9つの物語』と1998年出版の『溢れた川』である。マッカーシーは、1990年代のほとんどの人々がマージョリーの名声を環境保護主義者として知っているが、多くの者が彼女のフリーランス・ライターとしての経歴を知らないので、その短編小説を集めたと記していた。マッカーシーは『溢れた川』の序文で、「おそらく、ココナットグローブのこの小さな淑女ほどフロリダの環境福祉にとって重要だった人は他に居ない」と記した。

### 追悼
マージョリー・ストーンマン・ダグラスは1998年5月14日、108歳で死去した。彼女が自叙伝を書くのを援けたジョン・ロスチャイルドは、その死が「彼女を黙らせる」ことのできる唯一のことであると言ったが、「この沈黙は恐ろしい」とも付け加えた。小説家カール・ハイアセンは、「マイアミ・ヘラルド」で彼女を褒め称え、『エバーグレーズ: 草の川』は記念碑的なものであると記し、彼女の熱情と決断力を褒めた。政治家がエバーグレーズに価値を見い出し、写真撮影のために彼女を訪れた時であっても、彼女は彼らにもっと多く、より速くことを成すよう催促した、と記した。
全米野生生物連盟は、彼女のことを「環境のための情熱的で、雄弁で、疲れを知らぬ発言者」と表現した。フロリダの全米オーデュボン協会会長のエド・ダビソンは彼女のことを回想し、「彼女はなすべきことの方法について明確なビジョンを保ち、なぜそのようにならないかという言い訳については多くの信ぴょう性を与えなかった。反応が無い場合には素晴らしく、気難しい演説をした。お婆さんの叱責に口答えはできない。貴方にできることは貴方の足を引きずって、『イエス、マーム』というだけである。」と言っている。彼女はそれに気づいており、「人々は私に、この小さな老女に横柄にはなれない。しかし、私は彼らに無礼になれる。かわいそうな人々よ、誰も私を止められない」と言ったと言われている。彼女の遺灰は、エバーグレーズ国立公園にある広さ130万エーカー (5,300 km2) のマージョリー・ストーンマン・ダグラス原生地域に撒かれた。
2000年、フロリダ州ネイプルズを本拠とする作曲家スティーブ・ハイツェグが、『エバーグレーズの声』（マージョリー・ストーンマン・ダグラスへの追悼詩）と題するネイプルズ交響楽団が演奏する15分間の交響曲を作曲した。ハイツェグはその曲のモティーフを説明して、「彼女は大胆に発言し、彼女は直接であり、彼女は世界をより良い場所にするためにエネルギーと信念を持っていた」と語った。南フロリダで、ブロワード郡公共教育学区のマージョリー・ストーンマン・ダグラス高校と、マイアミ・デイド郡公共教育学区のマージョリー・ストーンマン・ダグラス小学校が、彼女の名を冠する2つの学校である。

### マージョリーの家
ココナットグローブのステュワート・アベニュー3744から3754にあるマージョリーのコテージは1924年に建設されたものである。マージョリーはその主要な著作と物語を全てこのコテージで書き、1995年にマイアミ市はこのコテージを歴史的場所に指定した。その有名な所有者のためだけでなく、その特徴ある石造りの土地固有の建築であるためだった。マージョリーの死後、「エバーグレーズの友」がマージョリーとその人生について学ぶ教育会館の一部にすることを提案したが、その隣人達が、駐車場、交通、静かな地区に訪問者が流入することなどの問題を挙げて反対した。このコテージ外壁には1926年マイアミ・ハリケーンの時にできた浸水線があり、蜂の侵入のためにいくらか損傷もあって、荒廃してきた。マージョリーが開発を援助したコーラルゲーブルスのフェアチャイルド熱帯植物園には、彼女の功績を記念する等身大のブロンズ像もあり、そこにこの家を移築する案が、しばらくの間検討された。フロリダ州がマージョリーの家を所有しており、2007年4月、フロリダ州環境保護省の部門であるフロリダ州公園局の管理下に置いた。その後、床やカウンターの修理が行われた。水道管が再度結合され、安全上の目的で電気系統も更新された。作業の全ては歴史資源省に承認された。コテージの構造と資産を維持するために、住人としてパークレンジャー1人が常駐となった。
2015年4月22日、バラク・オバマ大統領はエバーグレーズでアースデイの演説を行ったときに、アメリカ合衆国内務長官サリー・ジュウェルがこの家をアメリカ合衆国国家歴史登録財に指定したことを公表した。

## 主要な著作

### 書籍
- 『エバーグレーズ: 草の川』The Everglades: River of Grass. ラインハート、1947年
- 『太陽への道』Road to the Sun. ラインハート、1952年
- 『自由の川フロリダ1845年』Freedom River Florida 1845. チャールズ・スクリブナーズ・サンズ、1953年
- 『ハリケーン』Hurricane. ラインハート、1958年
- 『アリゲーターが渡る』Alligator crossing. ジョン・デイ、1959年
- 『パリへの鍵』The Key to Paris. 都市への鍵シリーズ、リッピンコット、1961年
- 『フロリダ、長きフロンティア』Florida the Long Frontier. ハーパー & ロー、1967年
- 『フロリダでの野鳥観察の楽しみ』The Joys of Bird Watching in Florida. ハリケーン・ハウス、1969年
- 『緑の世界の冒険 - デイビッド・フェアチャイルドとバーバー・ラスロップの話』Adventures in a Green World – the Story of David Fairchild and Barbour Lathrop. フィールド・リサーチ・プロジェクト、1973年
- 『マージョリー・ストーンマン・ダグラス: 川の声』Marjory Stoneman Douglas: Voice of the River. ジョン・ロスチャイルドはとの共著、パイナップル・プレス Inc.、1987年

### 短編集
- 『マージョリー・ストーンマン・ダグラスによるフロリダの9つの物語』Nine Florida Stories by Marjory Stoneman Douglas. ケビン・M・マッカーシー編集、北フロリダ大学、1990年
  - 『パインランド』"Pineland"
  - 『手の中の鳥猟犬』"A Bird Dog in the Hand"
  - 『彼、男』"He Man"
  - 『食事まで20分遅れ』"Twenty Minutes Late for Dinner"
  - 『羽飾り』"Plumes"
  - 『暴力によって』"By Violence"
  - 『マンゴーの花の蜂』"Bees in the Mango Bloom"
  - 『9月-記憶』"September-Remember"
  - 『地平線に続く道』"The Road to the Horizon"
- 『マージョリー・ストーンマン・ダグラスによる洪水の川、他フロリダの物語』A River in Flood and Other Florida Stories by Marjory Stoneman Douglas. ケビン・M・マッカーシー編集、フロリダ大学プレス、1998年
  - 『マーセル・ウェイブスの家にて』"At Home on the Marcel Waves"
  - 『硬いマホガニー』"Solid Mahogany"
  - 『慈悲の女神、アグネス』"Goodness Gracious, Agnes"
  - 『洪水の川』"A River in Flood"
  - 『フラミンゴ市長』"The Mayor of Flamingo"
  - 『継母』"Stepmother"
  - 『行けるさ、でも帰って来ることは無い』"You Got to Go, But You Don't Have to Come Back"
  - 『ハイ・ゴール、マン』"High-Goal Man"
  - 『朝の前の風』"Wind Before Morning"